# Talk (Yes)
Talk es el decimocuarto álbum de estudio del grupo británico de rock progresivo Yes, lanzado en 1994.
El álbum, grabado entre 1992 y 1993, y producido por el guitarrista Trevor Rabin, fue el primer trabajo de Yes en ser editado por una compañía independiente (Victory Music), del mismo modo ratificó la permanencia de Jon Anderson al frente de la banda tras el disco reunión del grupo llamado Union; Anderson continuaría desempeñándose como vocalista en Yes en lo sucesivo, hasta su desvinculación por problemas de salud en 2008, por otra parte, Talk fue el último disco en que participaron el tecladista Tony Kaye y el guitarrista Trevor Rabin.[cita requerida]
El tema «Walls» fue escrito por el líder histórico de Supertramp: Roger Hodgson en colaboración con Rabin a fines de los años 1980, momento en que se le ofreció a Hodgson ser vocalista de Yes, en reemplazo de Jon Anderson, quien se había ido del grupo para formar Anderson Bruford Wakeman Howe, aunque Hodgson declinó la oferta.
Cuando Anderson regresó a Yes, en 1991, reelaboró el tema cambiándole la letra.[cita requerida]
El álbum obtuvo una crítica desfavorable en el influyente sitio web Allmusic.com, recibiendo una puntuación de 2,5 (de 10), al tiempo que, comercialmente, figura entre los discos menos vendidos de Yes hasta ese momento.[cita requerida]

## Lista de canciones
Todos los temas escritos por Jon Anderson & Trevor Rabin, excepto donde se indica.
1. The Calling (Anderson, Rabin, Squire) – 6:56
2. I Am Waiting – 7:25
3. Real Love (Anderson, Rabin, Squire) – 8:49
4. State of Play – 5:00
5. Walls (Anderson, Rabin, Roger Hodgson) – 4:57
6. Where Will You Be – 6:09
7. Endless Dream: I. Silent Spring - 1:55
8. Endless Dream: II. Talk - 11:55
9. Endless Dream: III. Endless Dream - 1:53

## Personal
- Jon Anderson -voz
- Tony Kaye -teclados
- Trevor Rabin -guitarra, voz
- Chris Squire -bajo, voz
- Alan White -batería